# Universitätsbibliothek Stuttgart

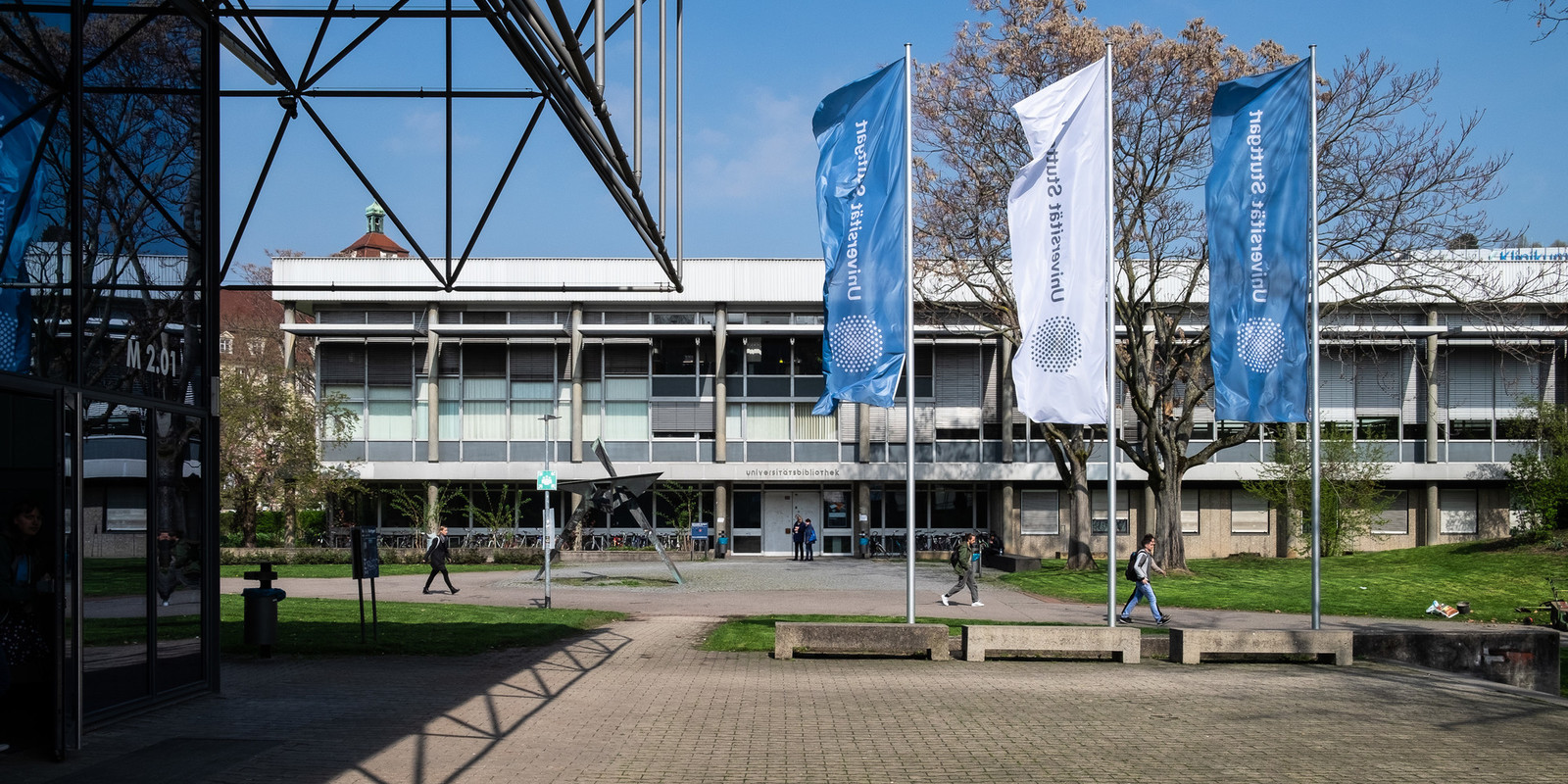
Eingang der Universitätsbibliothek Stadtmitte

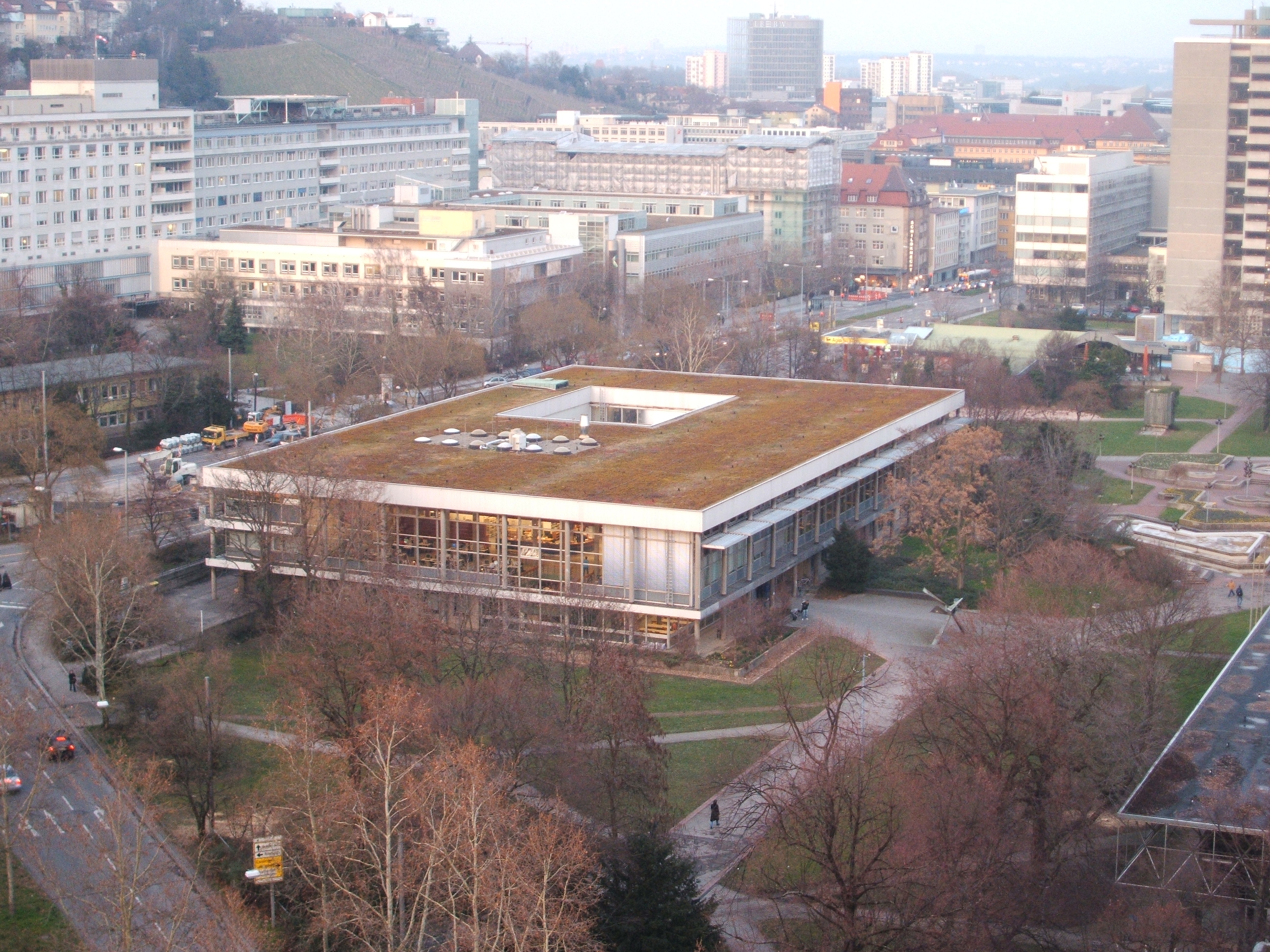
Draufsicht auf die Bibliothek gesehen vom Max-Kade-Wohnheim. Rechts K2-Gebäude der Universität Stuttgart.

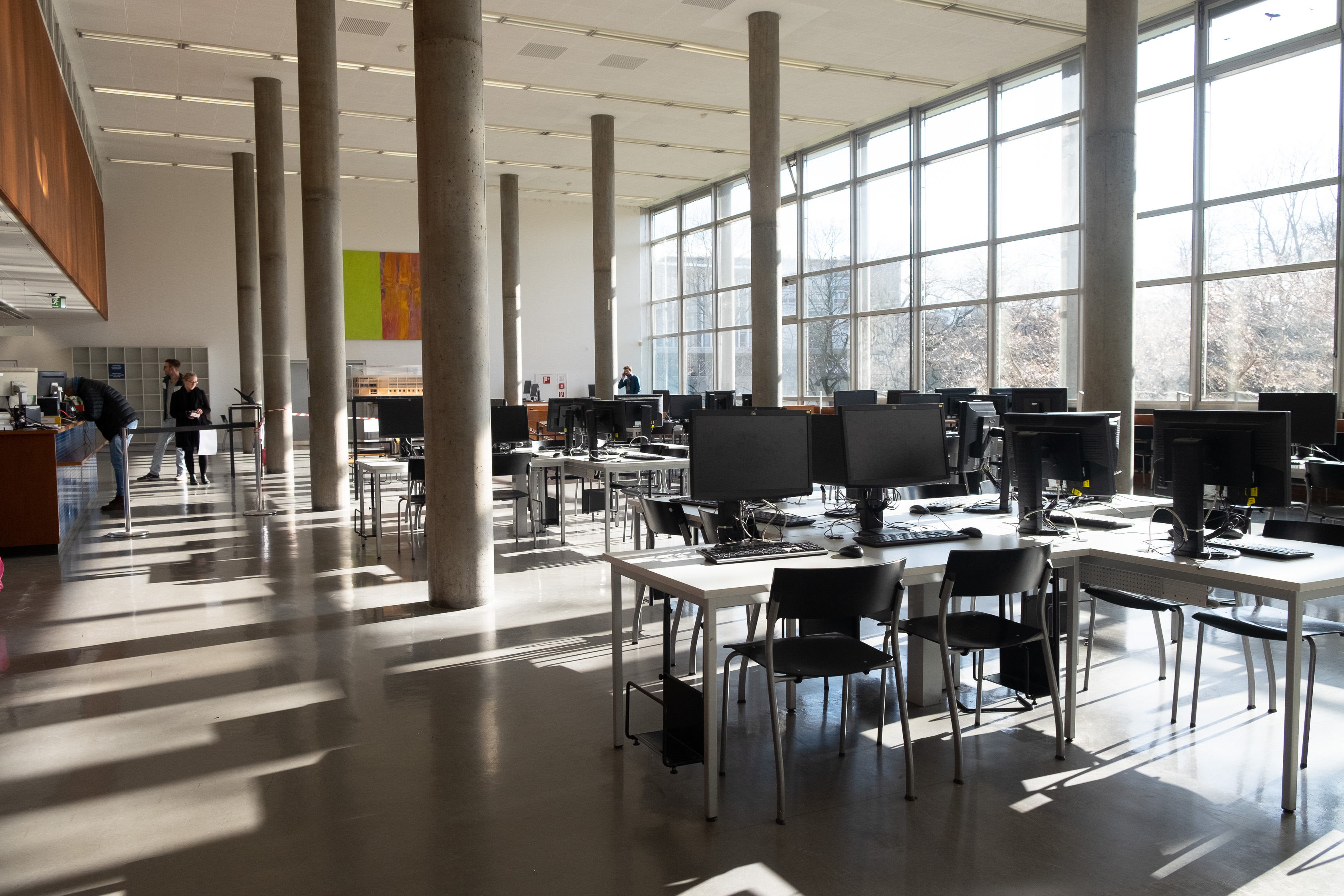
Kataloghalle der Universitätsbibliothek Stadtmitte

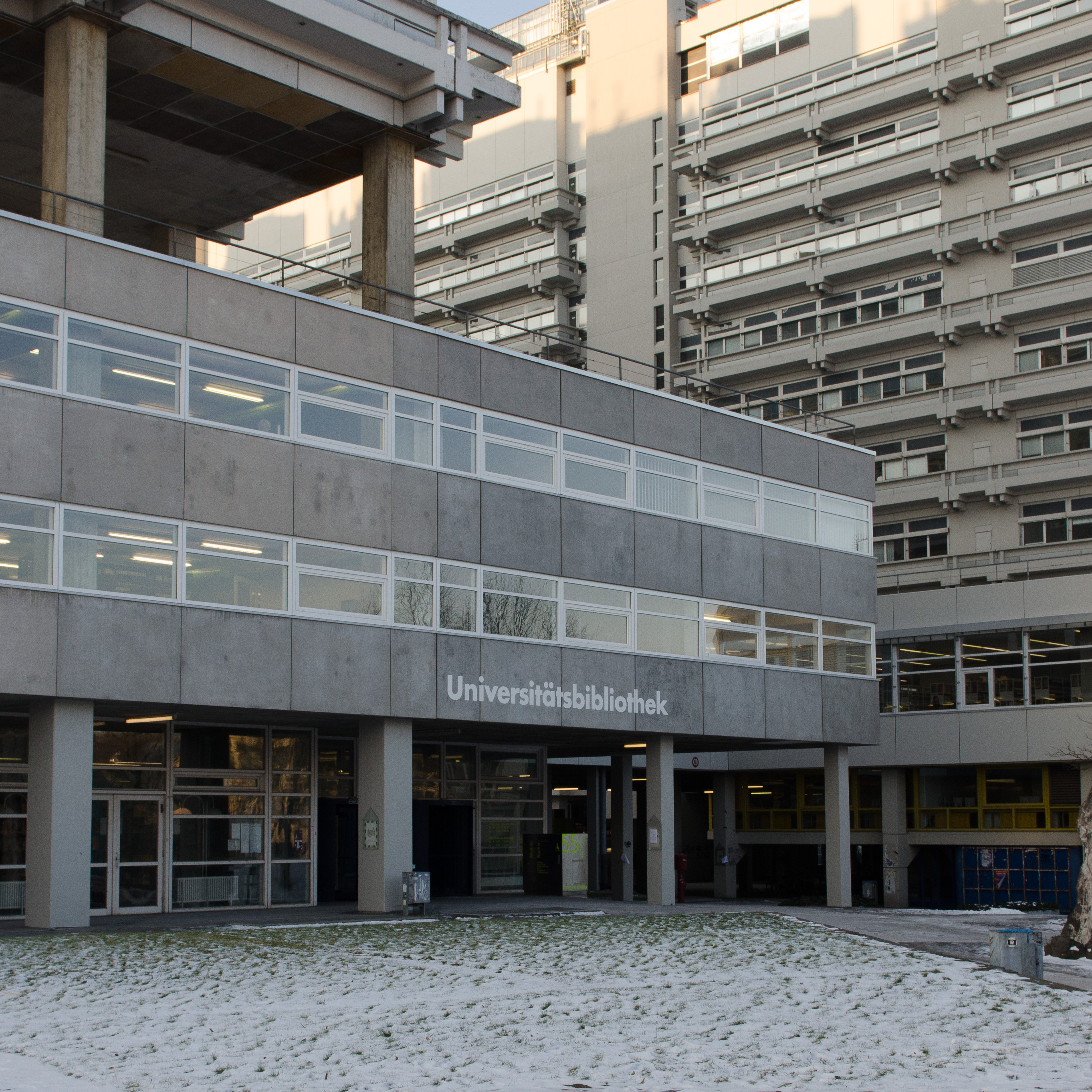
Eingang des Standortes auf dem Campus Vaihingen

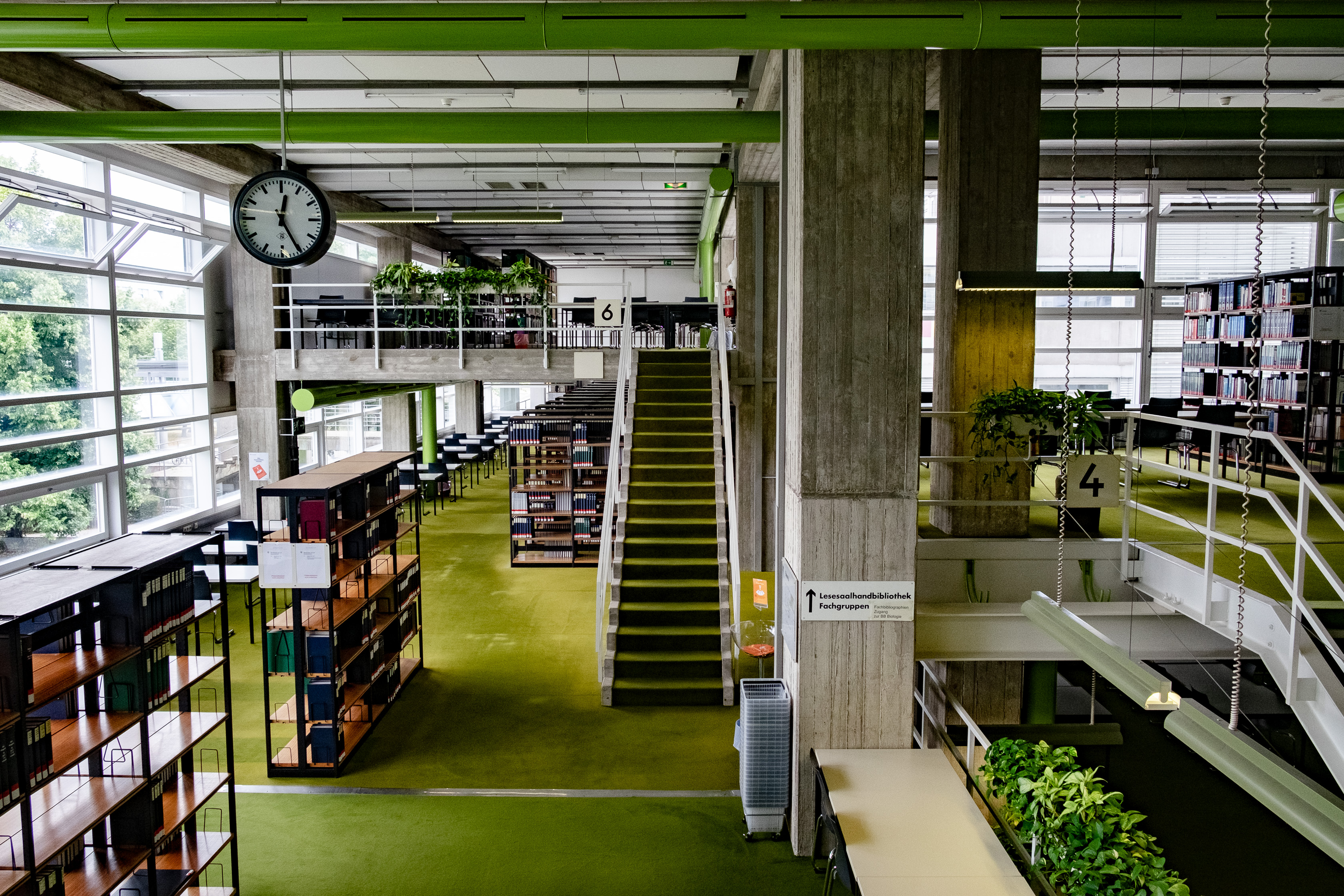
Lesesaal in Vaihingen

Die Universitätsbibliothek Stuttgart (UB Stuttgart) ist die Hochschulbibliothek der Universität Stuttgart. Sie dient der Versorgung von Forschung, Lehre und Studium mit Literatur und anderen Informationsmitteln und steht darüber hinaus auch anderen Interessierten offen.

## Lage
Die UB Stuttgart hat ihren Hauptsitz seit ihrer Gründung im Jahre 1829 in der Stadtmitte von Stuttgart. Da sich die Universität (bis 1967: Technische Hochschule) hier nicht mehr ausdehnen konnte, wurde seit 1957 in Stuttgart-Vaihingen im Bereich Pfaffenwald ein Campus für sie errichtet. Dort siedelten sich auch renommierte Forschungsinstitute und zuletzt die Hochschule der Medien an. Der größte Teil der naturwissenschaftlichen und ingenieurwissenschaftlichen Institute der Universität befindet sich heute in Vaihingen. Architektur und Geisteswissenschaften sowie die Wirtschafts- und Sozialwissenschaften behielten ihren Standort am Campus Stadtmitte rund um den Stadtgarten Stuttgart.

## Geschichte
Nur ein kleiner Teil der Bestände der UB geht noch auf die Gründungszeit zurück. Die Bibliothek bestand von Anfang an als eigene Einrichtung und war im Hauptgebäude untergebracht. Im Zweiten Weltkrieg erlitt sie große Verluste. Beträchtlich war auch ein Wasserschaden infolge eines Unwetters im Sommer 1972.
1961 erhielt die Bibliothek der Technischen Hochschule (seit 1967: Universitätsbibliothek) mit Unterstützung der Max-Kade-Foundation ein eigenes Gebäude (Kartenansicht), das von den Architekten Volkart und Zabel geplant und gebaut wurde. Dieses Gebäude weist typische Merkmale der von amerikanischen Vorbildern beeinflussten Bibliotheksarchitektur der frühen 1960er-Jahre auf. Inspiriert waren Architekten und Bibliotheksleitung u. a. von der Price Gilbert Memorial Library des Georgia Institute of Technology, was noch heute an der Ähnlichkeit der Lesesäle erkennbar ist. Das Gebäude lässt aber nach gut 60 Jahren aufgrund der veränderten Anforderungen an bibliothekarische Dienstleistungen – wie moderne Arbeitsplätze mit Stromversorgung und Internetzugang – erhebliche Raumprobleme erkennen.
Die räumliche Teilung der Universität ab 1957 hatte für die Bibliothek große Probleme zur Folge: Sie hatte nun zwei Bereiche zu versorgen bei einem einzigen Literaturbestand.
Auf dem Universitätscampus Stuttgart-Vaihingen wurde 1973 ein zweiter Standort der UB eingerichtet, der seither mehrmals erweitert wurde. Die Bibliothek in Vaihingen ist in einem Teil des 1968–1974 errichteten naturwissenschaftlichen Zentrums (NWZ II) untergebracht (Kartenansicht). Wie auch die Bibliothek in der Stadtmitte besitzt sie Lesesäle, eine Freihandbibliothek und ein Magazin. Die Lesesaalflächen verteilen sich auf sechs Ebenen, die in der Höhe gegeneinander versetzt sind. Außerdem sind zwei Fakultätsbibliotheken vollständig und zwei weitere in Teilen integriert. Die Verwaltung der Bibliothek, darunter auch die gesamte Buchbearbeitung oder die Abwicklung des Fernleihbetriebes, sind nach wie vor im Gebäude in der Stadtmitte angesiedelt.
2017 wurden die Learning Center („Lernwelten“) am Campus Stadtmitte und Vaihingen mit modernen Gruppen- und Einzelarbeitsplätzen sowie Präsentationsräumen eröffnet. Im Jahr darauf wurden die Gebäudeöffnungszeiten von Montag bis Sonntag um zwei Stunden bis Mitternacht erweitert. Im Jahr 2018 begann außerdem die Beteiligung am Forschungsdatenkompetenzzentrum (FoKUS) der Universität Stuttgart. Im gleichen Jahr wurde das Gebäude im Stadtgarten in die Liste der Kulturdenkmäler des Landes Baden-Württemberg aufgenommen.

## Statistische Angaben
| DBS-Kennzahl    | Beschreibung                                        | 2019      | 2020      | 2021      | 2022      | 2023      |
| --------------- | --------------------------------------------------- | --------- | --------- | --------- | --------- | --------- |
| 4               | Entleihende Benutzer                                | 29.330    | 21.649    | 17.081    | 17.269    | 15.929    |
| 6               | Öffnungstage im Jahr                                | 339       | 248       | 276       | 324       | -         |
| 16              | Benutzerarbeitsplätze                               | 1.306     | 1.307     | 1.311     | 1.337     | 951       |
| 18+38+62+78+102 | Bestand physische Medien (Bücher, Kunstdrucke etc.) | 1.652.998 | 1.652.502 | 1.651.544 | 1.654.909 | 1.655.630 |
| 113.1           | Bestand E-Books                                     | 96.185    | 121.166   | 148.406   | 164.223   | 179.531   |
| 131             | Bestand elektronische Zeitschriften                 | 30.213    | 30.382    | 30.442    | 30.536    | 30.880    |
| 149             | Erwerbungsausgaben gesamt in Euro                   | 2.790.298 | 3.458.462 | 3.166.473 | 3.129.807 | 2.600.731 |
| 151             | Erwerbungsausgaben für digitale Medien in Euro      | 2.354.283 | 3.016.749 | 2.646.663 | 2.478.864 | 1.991.908 |
| 167             | Entleihungen physische Einheiten gesamt             | 296.806   | 188.347   | 139.627   | 135.912   | 128.138   |
| 176             | Bibliotheksbesuche                                  | 1.281.523 | 336.574   | 62.991    | -         | 482.926   |
| 177             | Benutzerschulungen in Stunden                       | 196       | 132       | 142       | 171       | 170       |
| 178             | Teilnehmer an Benutzerschulungen                    | 2.153     | 1.072     | 1.396     | 1.979     | 2.036     |

Quelle: Deutsche Bibliotheksstatistik (DBS), variable Abfrage 2019–2023
Der eigene Bestand ist vollständig elektronisch erschlossen, bei den Institutsbeständen ist die retrospektive Erschließung in Arbeit.

## Katalog
Seit 1996 hat die UB für ihre Benutzer einen elektronischen Online-Katalog eingerichtet, der die konventionellen Zettelkataloge ablöste. Dieser weist alle Monographien und Dissertationen, alle Lesesaal- und Freihandbestände sowie alle Zeitschriftentitel nach. Die meisten Titel können im Online-Katalog auch sachlich über Schlagwörter gesucht werden.
Darüber hinaus kann der Benutzer im Regionalkatalog Stuttgart-Tübingen recherchieren: einem gemeinsamen Online-Katalog der vier großen wissenschaftlichen Bibliotheken in Stuttgart und Tübingen (Württembergische Landesbibliothek, Universitätsbibliothek Stuttgart, Universitätsbibliothek Hohenheim, Universitätsbibliothek Tübingen) einschließlich der Institutsbibliotheken der Universitäten Stuttgart, Hohenheim und Tübingen sowie weiteren Hochschulen der Region. Zum Startzeitpunkt 1996 waren in dem damals noch StOPAC genannten System bereits 1,3 Millionen Titel nachgewiesen. 2004 waren es rund 3,2 Millionen Titel mit rund 6,2 Millionen regionaler Besitznachweise.

## Digitale Dienstleistungen

### Digitale Sammlungen der UB
Die digitalen Sammlungen der UB wurden im Oktober 2015 veröffentlicht. Auf der Plattform stellt die Universitätsbibliothek hochauflösende Digitalisate, zum Beispiel Architekturzeichnungen, zur Verfügung. Das Angebot wurde mit der Open-Source-Software Goobi realisiert.

### OPUS
Die Universitätsbibliothek Stuttgart bietet mit dem Publikationsserver OPUS den Wissenschaftlern ein Open-Access-Repository für die elektronische Veröffentlichung ihrer Publikationen an. OPUS wurde ursprünglich an der Universitätsbibliothek entwickelt. Am 4. April 2016 wechselte die Universitätsbibliothek zum Dokumentenserver DSpace (Software). OPUS wird jedoch als eingeführte Marke beibehalten. Das elektronische Archiv umfasste zum Einführungstermin 8725 Veröffentlichungen. Im Open Access Repository Ranking (OARR) nahm OPUS einen Platz im oberen Mittelfeld ein.

### PUMA
Im Oktober 2015 wurde das PUMA (Akademisches Publikationsmanagement) eingeführt. Die Webanwendung basiert auf der Open-Source-Software BibSonomy und ist von allen Universitätsangehörigen als Online-Literaturverwaltung nutzbar. An den Instituten wird PUMA für die Darstellung von Publikationslisten eingesetzt. Der Dienst wird neben Citavi betrieben, für das eine Campuslizenz zur Verfügung steht.

### Universitätsbibliografie
2016 wurde die Universitätsbibliografie veröffentlicht. Der Datenbestand wird online in PUMA geführt. Ein Grund zur Einführung der Bibliografie ist das Open-Access-Publikationsmonitoring, bei dem regelmäßig der Open-Access-Anteil an den Gesamtpublikationen der Universität ermittelt wird.

### Zeitschriftenhosting
Forscher der Universität Stuttgart haben die Möglichkeit, eigene Open-Access-Zeitschriften an der Universitätsbibliothek zu hosten. Als Software wird Open Journal Systems (OJS) eingesetzt. Seit 2013 wird auf diese Weise das Journal of Technical Education (JOTED) publiziert, seit 2021 das Journal of Competences, Strategy & Management (JCSM).

## Die dezentralen Fachbibliotheken
Die UB Stuttgart ist ein zentraler Ansprechpartner für die 121 dezentralen Fachbibliotheken der Universität Stuttgart. Für diejenigen Bibliotheken, die über kein bibliothekarisches Fachpersonal verfügen bzw. keinen Zugang regionalen verbundkatalog haben, übernimmt der alphabetische Katalog der UB Stuttgart dort den Nachweis im regionalen Verbundkatalog und – damit zusammenhängend – die Formalerschließung der Bestände.
Die Fachreferenten der UB-S beraten die dezentralen Fachbibliotheken bei Erwerbungsentscheidungen und führen Erwerbungsabsprachen durch, um die Anzahl dubletter Bestände im Bibliothekssystem so gering wie möglich zu halten.

## Veröffentlichungen
Über die Arbeit der Bibliothek, der Bibliotheken in Stuttgart sowie der akademischen Festveranstaltungen
der Universität berichtet die „UBS“ in Flugblättern, Faltblättern, Broschüren und Reihen.
In einer halbjährlichen Ausgabe veröffentlicht die UB die „Dissertationen und Habilitationsschriften der Universität Stuttgart“, um über die wissenschaftliche Arbeit an der Universität Stuttgart zu informieren, aber auch als Grundlage für den Schriftentausch (Tauschliste) mit anderen Bibliotheken. Perspektivisch legt sie den Grundstein zu einer Universitätsbibliographie.
Gegenwärtigen Problemen des Bibliothekswesens widmet sich die Reihe „Bibliotheken – Bildung und Fortschritt“.
Aktuelle Informationen über Schulungen, Veranstaltungen, den Umgang mit neuen Dienstleistungen und Angeboten werden in Form von Falt- und Flugblättern bekanntgegeben.
Im Auftrag des Rektors der Universität Stuttgart gibt die UBS die Reihe „Reden und Aufsätze“ heraus, in der über akademische Festveranstaltungen und Jubiläen berichtet wird.
In loser Folge veröffentlicht die Universitätsbibliothek den Führer „Bibliotheken in Stuttgart“, der 2006 in 8. Auflage vorlag. In diesem Führer sind die Schwerpunkts- und Zugangsdaten der in Stuttgart angesiedelten Öffentlichen und wissenschaftlichen Allgemeinbibliotheken, der Bibliotheken von Akademien, Fachhochschulen, und Hochschulen, der Spezialbibliotheken, Archive, Museen, Behörden, Schulen, Firmen, kirchlichen Institutionen und anderer, oft nicht leicht zu findender Einrichtungen enthalten.

## IZUS
Als übergeordnete Organisationseinheit gibt es heute das Informations- und Kommunikationszentrum der Universität Stuttgart, kurz IZUS. Dieses gliedert sich in zwei Bereiche mit sachlich abgegrenzten Aufgabengebieten:
- das Bibliothekssystem der Universität Stuttgart. Es besteht aus der Universitätsbibliothek als Zentralbibliothek der Universität und den Bibliotheken der sonstigen Einrichtungen und
- die technischen Informations- und Kommunikationsdienste der Universität („TIK“, unter anderem Dienste für Server- und Arbeitsplatzsysteme, Dienste für Netze und Kommunikationssysteme)